# 林超榮
林超榮（英語：Lam Chiu Wing；1961年12月14日—2023年12月12日），暱稱超人，已故香港司儀、主持、傳媒工作者、電視及電影編劇和創作人，為人以風趣幽默見稱。

## 簡歷
林超榮早年成長於葵涌新區2座徙置大廈，曾就讀亞斯理衛理小學及荃灣聖芳濟中學，並於1986年獲得香港浸會學院中文系榮譽文憑；其師承創作人黎文卓並為香港電影評論學會會員。1990年代初，他因接替曾志偉主持及編審《開心主流派》一炮而紅，被亞洲電視升為監製及創作顧問並擔任長劇《難兄難弟1991》編審。後曾任無綫電視及電影編劇，作品有《笑星救地球》、《中環英雄》、《漫畫奇俠》、《明月照尖東》、《嚦咕嚦咕對對碰》及《醒獅》、《超級女警》、《特異功能猩求人》、《妖魔道》、《老表我來也》、《不扣鈕的女孩》、《人細鬼大之三個hand –up的少年》、《豪情蓋天》、《灌籃》及《刺陵》。其電影監製及編劇作品有《十分鐘情》、《低俗喜劇》等，電視監製及編劇作品則包括《窮爸爸，笑爸爸》、《燃眉之情之霓虹燈下三粒星》等。
林超榮以暱稱「超人」擔任商業電台第一台《十八樓C座》編劇多年，並為香港電台《頭條新聞》的元老級主持人。
2007年起，他主持香港電台第一台節目《開心日報》，亦是now新聞台節目《說三道四》及亞洲電視《香港亂噏》主持之一、《明報》及《快周刊》專欄作者；同時在浸會大學電影學院兼職講師，之後在珠海書院教授影視媒體創作課程，成為專業應用講師至2019年。
2013年至2017年，他曾出任香港電影編劇家協會會長，以及擔任面包台台長兼《電影男女》主持。
2016年，他首次執導的電影《江湖悲劇》在9月1日剛在香港上映，但惡評如潮，除了被指「可以和《天機：富春山居圖》比爛」，票房也奇差無比。截至9月3日上映第3天，只有3409人買票捧場，其中包括許多看不下去中途離場的觀眾，慘到有人在網上賣票都沒人要，觀眾更諷刺這部片應該直接改名叫《電影悲劇》。 此片獲得選舉最爛華語電影的「金話梅電影選舉」4項提名，譚詠麟更獲最爛男演員獎。
2021年起，他在網台「港人講地」主持130集的《超人出GAG》節目。
2023年12月12日，林超榮在瑪嘉烈醫院病逝，享年61歲。其遺孀屈穎妍指他於一個月前驗身發現患上急性血癌，在醫院接受化療期間因細菌感染離世。

## 爭議

### 鼓吹遺棄寵物
林超榮曾寫文章教人如何遺棄家中狗隻，繼而背著女兒多番遺棄家中的小狗「方包」，三名女兒日夜找尋不果，林更在報章撰文指小狗「失踪」後，家的面積便變大了，他並教人將家中「唔等使」（無用）的東西送走便可使家變闊落。《香港動物報》於2015年在面書發文強烈譴責其殘暴不仁之行為。

### 裝修擾民
2021年11月開始，林超荣屈穎妍夫婦所擁有的荃灣三棟屋村物業進行裝修，期間歷時5個多月，引致地下單位的租戶飽受滋擾，包括裝修的噪音騷擾小孩的網課，疫情期間裝修工人出入經常不戴口罩、門口滿佈沙泥及英泥，對鄰居造成滋擾。2022年2月，正當新冠疫情高峰期，林氏夫婦在鄰居門口開鑿糞渠，使爭執惡化。

### 《超人出GAG》
2021年至2022年，林超榮在親中網台「港人講地」主持《超人出GAG》節目，製作130集的短片揶揄、嘲諷、挖苦受政治迫害的民主派人士及團體，包括教協、前支聯會副主席鄒幸彤、前香港眾志副主席袁嘉蔚、樞機主教陳日君等。

## 個人生活
其妻為香港激進建制派親共傳媒人屈穎妍，共育有三女，一家五口居於荃灣三棟屋村。其三名女兒全數於英國就學。

## 主持/編審/監製節目

### 電台
- 《開心日報》—香港電台（2011-2023）
- 《危險人物》—商業電台（2003）
- 《成人知已》—商業電台（1994-1997）
- 《十八樓C座》—商業電台

### 電視台

#### 香港電台電視部
- 《頭條新聞》
- 《手語隨想曲》（2012）

#### 亞洲電視
- 《女人.come》 (2001)
- 《周末大本營》(1993-1995)
- 《週末摔角大狂熱》(1993-1995)
- 《日本一百fun》(1993-1995)
- 《笑Joke 1800秒》(1989-1991)
- 《開心主流派》 (1989-1992)
- 《香港亂噏》(2008-2009)

#### 無綫電視
- 《笑星救地球》

#### 有線電視
- 《我們都是父母》(2003)
- 娛樂十點半《陳嘉上的電影世界》(2003)
- 《怒人甲乙丙》(2007 - 2009)

#### 美亞電影頻道
- 《電影超力量》 (2007)

### 網台

#### 謎米香港
- 《橋到用時方恨少》(2013-2015)

#### 港人講地
- 《超人出GAG》(2021-2022) [4]

## 電影
- 導演
  - 江湖悲劇（2016）
- 編劇
  - 中環英雄（1991）
  - 超級女警（1992）
  - 特異功能猩求人（1992）
  - 明月照尖東（1992）
  - 不扣鈕的女孩（1994）
  - 非洲超人（1994）
  - 人細鬼大（1996）
  - 豪情蓋天（1997）
  - 嚦咕嚦咕對對碰（2007）
  - 醒獅（2007）
  - 十分鍾情（2008）
  - 功夫灌籃（2008）
  - 刺陵（2009）
  - 低俗喜劇（2012）
  - 江湖悲劇（2016）

## 其他履歷
- 香港電影編劇家協會會長
- 香港圖書館電影創作坊，主持導師（2007年4月至6月）
- 澳門文化創意產業促會，電影分析及劇本創導師
- 浸會學院文化素質學院編劇課程導師（2004-2007）
- 浸會大學傳理系副學士電影編劇課程講師（2007-2008）
- 浸會大學傳理系喜劇原理及創作碩士班講師（2007-2009）
- 香港公開大學，棟篤笑創作及表演班導師（2009）
- 香港公開大學影視劇本創作班導師（2004-2009）
- 擔任特區政府海關高級訓練組，訓練課程導師「管理人的逆境對策」(2007-2009)
- 嶺南大學「中文創意寫作班」導師 (2006- 2009)
- 參予「教協」舉辦之親炙作家計劃
- 出席過全港五十家中學講座，教授「創意幽默思考法」
- 經常出席，全港各中小學，家教會舉辦之「幽默對抗逆境」講座及親子講座
- 海堤會舉辦2009年「幽默對抗金融海嘯心法快樂講座」

## 著作
- 《繼續玩　謝董建華》
- 《我挺董失敗了》
- 《男人的做和女人的愛》
- 《笑裡情懷是黐》
- 《床和它的愛情故事》
- 《超人靈感》
- 《後董時期通識時事點修科》
- 《宜家男人》
- 《求Fun不遂》
- 《慳錢秘笈》
- 《超人尋嬰》
- 《講古一代男》
- 《講古二代男》
- 《人細鬼大》
- 《頭條新聞小小說》
- 《絕橋闖天關》
- 《五月無家》
- 《67印像》
- 《笑爆鳥》
- 《獅子山下人情話》

## 外部連結
- 林超榮之「超人出擊」
- 林超榮在互联网电影资料库（IMDb）上的資料（英文）（英文）
- 在AllMovie上林超榮的頁面（英文）
- 在AllMovie上林超榮的頁面（英文）
- 林超榮在香港影庫上的簡介
- 林超榮在豆瓣上的资料（简体中文）
- 林超榮在时光网上的簡介（简体中文）